# Lista de instituições de ensino superior da Colômbia
Lista de universidades e institucões de educação superior na Colômbia.

## Bogotáe arredores
Ordenadas alfabeticamente em ordem inversa
- Universidad Hebrea Internacional - UHI
- Universidad Manuela Beltrán
- Universidad Santo Tomás
- Universidad Piloto de Colombia
- Universidad Pedagógica Nacional
- Universidad Nacional de Colombia - Sede Bogotá
- Universidade Militar Nueva Granada
- Universidad Libre
- Universidad La Gran Colombia
- Universidad Externado de Colombia
- Universidad Distrital Francisco José de Caldas
- Universidad del Rosario
- Universidad El Bosque
- Universidad Sergio Arboleda
- Universidad de San Buenaventura
- Universidad de Los Andes
- Universidad de La Salle
- Universidade de La Sabana
- Universidad de Cundinamarca
- Universidad de Bogotá Jorge Tadeo Lozano
- Universidad de América
- Universidad EAN
- Universidad Cooperativa de Colombia
- Universidad Colegio Mayor de Cundinamarca
- Universidad Central
- Universidad Católica de Colombia
- Universidad Autónoma de Colombia
- Universidad Antonio Nariño
- SENA - Regional Bogotá
- Pontificia Universidad Javeriana
- Politécnico Grancolombiano
- Fundación Universitaria San Alfonso – FUSA
- Fundación Universitaria Los Libertadores
- Fundación Universitaria Konrad Lorenz – FUKL
- Fundación Universitaria Empresarial de la Cámara de Comercio de Bogotá - UNIEMPRESARIAL
- Fundación Universitaria Agraria de Colombia – UNIAGRARIA
- Escuela Colombiana de Ingeniería Julio Garavito
- Escuela Colombiana de Carreras Industriales - ECCI
- Corporación Universitaria Minuto de Dios - UNIMINUTO
- Corporación Politécnico de Cundinamarca
- Corporación Tecnólogica Industrial Colombiana

## Antioquia
Ordenadas alfabeticamente em ordem inversa
- Universidad Santo Tomás sede Medellín
- Universidad Pontificia Bolivariana – UPB
- Universidad Nacional de Colombia - Sede Medellín
- Fundación Universitaria Luis Amigó - FUNLAM
- Universidad EAFIT
- Universidad de San Buenaventura - Medellín
- Universidad de Medellín
- Universidad de Antioquia
- Universidad Cooperativa de Colombia
- Universidad CES
- Universidad Católica de Oriente
- Universidad Autónoma Latinoamericana
- Universidad Antonio Nariño
- SENA - Regional Antioquia
- Politécnico de Antioquia
- Politécnico Colombiano Jaime Isaza Cadavid
- Instituto Tecnológico Metropolitano - ITM
- Tecnológico de Antioquia
- Institución Universitaria de Envigado
- Icsef
- Fundación Universitaria San Martín
- Fundación Universitaria María Cano
- Fundación Universitaria del Oriente
- Escuela de Ingeniería de Antioquia
- Corporación Universitaria Remington
- Corporación Universitaria Lasallista
- Corporación Universitaria de Colombia IDEAS
- Corporación Universitaria de Ciencia y Desarrollo - UNICIENCIA
- Corporación Universitaria Adventista
- Corporación Politécnico Marco Fidel Suárez
- Corporación Andina de Altos Estudios
- Corporación Academia Tecnológica de Colombia
- Corporación Academia Superior de Artes
- Colegio Mayor de Antioquia
- CESDE
- Ceipa

## Boyacá,AraucaeCasanare
Ordenadas alfabeticamente em ordem inversa
- Universidad de Boyacá UNIBOYACA
- Universidad Nacional de Colombia – Arauca
- Universidade Pedagógica e Tecnológica da Colômbia - Duitama, Sogamoso e Tunja

## Caldas,RisaraldaeQuindío
Ordenadas alfabeticamente em ordem inversa
- Universidad Tecnológica De Pereira
- Universidad Nacional de Colombia – Manizales
- Universidad Libre - Pereira
- Universidad La Gran Colombia - Armenia
- Universidad Del Quindío
- Universidad de Manizales
- Universidad de Caldas
- Universidad Católica Popular de Risaralda
- Universidad Católica de Manizales
- Universidad Autónoma de Manizales

## CundinamarcaeMeta
Ordenada por Departamentos
Cundinamarca
- Universidad de Cundinamarca
- Corporación Politécnico de Cundinamarca – EAN
- Corporación Universitaria Remington - Girardot
- Universidad de Cundinamarca Seccional Girardot
- Universidad Piloto de Colombia, Girardot
- Universidad del Tolima - Girardot
- Universidad Cooperativa de Colombia - Girardot
- Universidad Nacional Abierta y a Distancia - Girardot
- Corporación Universitaria Minuto de Dios - Girardot
- Corporación Universitaria Minuto de Dios - Soacha
- Universidad de La Sabana - Chía
- Universidad Católica de Colombia - Chía
- Escuela de Comunicaciones - Facatativá
- Fundación Tecnológica de Madrid - Madrid
- Escuela de Suboficiales De La Ferza Aérea Colombiana Andrés M. Díaz - Madrid
- Escuela Militar de Suboficiales Sargento Inocencio Chinca - Nilo
- SENA - Villavicencio, Girardot, Soacha, Facatativá, Fusagasugá, Mosquera

Meta
- Universidad de Los Llanos, Villavicencio
- Corporación Universitaria del Meta, Villavicencio
- Universidad Santo Tomás, Villavicencio

## Región Costa Norte
Ordenadas alfabeticamente em ordem inversa
- Universidade Tecnológica de Bolívar
- Universidad Simón Bolívar - Barranquilla
- Universidad Sergio Arboleda - Santa Marta
- Universidad Popular del Cesar
- Universidad Pontificia Bolivariana - Montería
- Universidad Nacional de Colombia – San Andrés
- Universidad Metropolitana - Barranquilla
- Universidad Libre - Barranquilla
- Universidad del Sinú - Unisinu Montería
- Universidad del Sinú - Seccional Cartagena - Unisinu Cartagena
- Universidad del Magdalena - Santa Marta
- Universidad Del Atlántico - Barranquilla
- Universidad del Atlántico
- Universidad de Sucre
- Universidad De San Buenaventura - Cartagena
- Universidad De La Guajira - Riohacha
- Universidad de Córdoba - Montería
- Universidad de Cartagena
- Universidad Cooperativa De Colombia - Santa Marta
- Universidad Autónoma del Caribe - Barranquilla
- Fundación Universitaria San Martin - Barranquilla
- Fundación Universidad del Norte
- Fundación Universidad De Bogota-Jorge Tadeo Lozano - Cartagena
- Corporación Politécnico de Cundinamarca

## Norte de Santander y Santander

### Norte de Santander
Ordenadas alfabeticamente em ordem inversa
- Universidad Simón Bolívar - Cúcuta
- Universidad Santo Tomás - Cúcuta
- Universidad Libre - Cucúta
- Universidad Libre de Colombia - Cúcuta
- Universidad Francisco de Paula Santander - Cucúta
- Universidad Francisco de Paula Santander - Ocaña
- Universidad de Santander (UDES) - Cúcuta
- Universidad de Pamplona - Pamplona
- Universidad Antonio Nariño - Cúcuta
- Fundación Universitaria San Martin - Cúcuta

### Santander
Ordenadas alfabeticamente em ordem inversa
- Universitaria de Investigación y Desarrollo UDI- Bucaramanga
- Universidad Santo Tomás - Bucaramanga
- Universidad Pontificia Bolivariana - Bucaramanga
- Universidad Pontificia Bolivariana
- Universidad Manuela Beltran - Bucaramanga
- Universidad Libre - Socorro
- Universidad Industrial de Santander - Bucaramanga
- Universidad Corciencia-Uniciencia - Bucaramanga
- Universidad Cooperativa de San Gil UNISANGIL
- Universidad cooperativa de colombia - bucaramanga
- Universidad Cooperativa De Colombia - Barrancabermeja
- Universidad Autónoma de Bucaramanga - Bucaramanga
- Unidades Tecnológicas de Santander - Bucaramanga

## Valle del Cauca,CaucaeNariño
Ordenadas alfabeticamente em ordem inversa
- Universidad Santiago De Cali
- Universidad Pontificia Bolivariana - Palmira
- Universidad Nacional de Colombia – Palmira
- Universidad Nacional De Colombia - Palmira
- Universidad Mariana - Pasto
- Universidad Libre de Colombia - Cali
- Universidad Icesi
- Universidad del Valle
- Universidad Del Pacífico - Buenaventura
- Universidad del Cauca
- Universidad de San Buenaventura - Cali
- Universidad de Pamplona
- Universidad de Nariño
- Universidad Central del Valle del Cauca - Tuluá
- Universidad Autónoma De Occidente
- Pontificia Universidad Javeriana - Cali
- Fundación Universitaria Católica Lumen Gentium

## Región Amazónica (Colombia)
Ordenadas alfabeticamente em ordem inversa
- Universidad Nacional de Colombia – Leticia
- Universidad de La Amazonía

## Huila y Tolima
Ordenadas alfabeticamente em ordem inversa
- Universidad Surcolombiana - Neiva - Huila
- Universidad del Tolima - Ibagué
- Universidad de Ibagué - Coruniversitaria - Ibagué
- Corporacion Universitaria del Huila - Neiva - Huila
- Universidad Cooperativa de Colombia - Neiva - Huila